# Tra cielo e terra (film)
Tra cielo e terra (Heaven & Earth) è un film del 1993 scritto, diretto e co-prodotto da Oliver Stone.
Il film è l'adattamento cinematografico delle autobiografie di Le Ly Hayslip Quando cielo e terra cambiarono posto (1989) e Figlia della guerra, donna di pace (1993), e narra le peripezie di una donna vietnamita (interpretata da Lê Thị Hiệp) prima, durante e in seguito la guerra del Vietnam. Si tratta del terzo film del regista sull'argomento, dopo Platoon (1986) e Nato il quattro luglio (1989), ma a differenza loro il film è stato un pesante insuccesso commerciale e di critica.

## Trama
Ancora bambina, Lệ Lý vede distrutta la pace che sembrava regnare perenne nel villaggio rurale di Ky La quando assiste alle atrocità commesse dalle truppe francesi nella guerra d'Indocina. Anni dopo, allo scoppio della guerra del Vietnam, a Ky La giungono i Viet Cong, a cui si uniscono molti degli abitanti, tra cui l'adorato fratello di Lệ Lý, Sầu. I soldati americani e sud-vietnamiti occupano militarmente il villaggio, anche se i ribelli continuano a godere del supporto della popolazione: la stessa Lệ Lý, quando Sầu viene ucciso, si unisce in prima persona alla loro causa. Catturata insieme ad altre donne Viet Cong e torturata per estorcerle informazioni, viene salvata dopo giorni di supplizio dalla madre, che corrompe i carcerieri sud-vietnamiti con la dote della ragazza. Al villaggio, tuttavia, sospettano che Lệ Lý abbia in realtà tradito in cambio della libertà: giudicata colpevole da un processo sommario, viene stuprata dai due Viet Cong col compito di giustiziarla.
In seguito a ciò, è costretta ad abbandonare Ky La. Va a vivere con la madre a Saigon, lavorando in casa di un ricco sud-vietnamita che però si approfitta della sua ingenuità giovanile, seducendola. Una volta scoperto che Lệ Lý è incinta, caccia via entrambe su pressione di sua moglie nonostante le penose suppliche della madre, promettendo loro del sostentamento che non arriverà mai. Mentre sua madre torna al villaggio, Lệ Lý è costretta a restare sola a Đà Nẵng col bambino, avendo disonorato la famiglia: lì, sopravvive vendendo sigarette e liquori di contrabbando agli americani, toccando con mano il degrado e la prostituzione che si crea attorno alla presenza dell'esercito occupante. Saputo che il padre è malato, torna a Ky La, completamente devastato dalle azioni militari americane e dalle rappresaglie dei Viet Cong, e lui la perdona prima di morire, impartendole un ultimo insegnamento: non lasciarsi mai andare all'odio e seguire invece i dettami del Buddha.
A Đà Nẵng incontra un Gunnery Sergeant americano, Steve Butler, con cui comincia a frequentarsi. Un uomo all'antica con un passato tormentato, Steve le propone di sposarsi e andare a vivere con lei e suo figlio a San Diego: lei accetta, contro il parere di sua madre, e i due hanno il primo di una serie di figli insieme. Grazie a Steve riuscirà a sfuggire per il rotto della cuffia alla caduta di Saigon, durante la quale assiste allo stupro di due profughe da parte dei marines. Introdotta alla sua nuova vita da casalinga americana, Lệ Lý è entusiasta di tutti i comfort e novità che il mondo libero le offre, ma l'umore di Steve non fa che peggiorare perché non riesce a trovare lavoro, impedendole però di cercarsene uno.
Una notte, dopo averla quasi uccisa in un raptus, le confessa di essere stato un assassino e torturatore per conto di un programma di black ops in Vietnam e di essere per questo legato a vita all'esercito; Lệ Lý lo perdona e gli impedisce di uccidersi. Le cose però non migliorano e, quando Lệ Lý finisce per chiedere il divorzio, Steve rapisce i figli più piccoli per costringerla a tornare sui suoi passi. Disperata e memore delle ultime parole del padre, si rivolge a un monaco buddhista, che le consiglia di tendere una mano al marito, così da non portare altro cattivo karma nella propria vita e in quelle future: lei gli promette quindi tutto l'amore e devozione, implorandolo per telefono di tornare ad essere l'uomo che aveva conosciuto, ma Steve si suicida. Al tempio buddhista, Lệ Lý scopre che, forse, l'anima di lui ha finalmente trovato la pace.
Tredici anni dopo la fine della guerra, ormai una donna realizzata, torna per la prima volta in Vietnam coi figli per incontrare sua madre e gli altri familiari ancora in vita a Ky La, dove la vita scorre come ha sempre fatto, nonostante tutto.

## Produzione

### Sviluppo
(Oliver Stone sul perché ha voluto realizzare Tra cielo e terra.)
I diritti cinematografici di Quando cielo e terra cambiarono posto (1989) hanno interessato il produttore Robert Kline, che ne aveva letto una recensione sul Los Angeles Times. Incontrato Oliver Stone –allora impegnato nella ricerca delle location di Evita in Argentina– durante la produzione di un programma TV di profili di celebrità, Kline gli ha proposto di trarne il suo prossimo film sulla guerra del Vietnam: Stone, che pensava già da tempo a un film incentrato sulla prospettiva vietnamita del conflitto, ispirato dalla visione del documentario Dear America - Lettere dal Vietnam, ha accettato di scrivere e dirigere l'adattamento, opzionandone i diritti poco dopo aver completato Nato il quattro luglio (1989). Per convincere l'autrice Le Ly Hayslip, Stone è diventato un finanziatore dell'East Meets West Foundation, partecipando per anni alle raccolte fondi.

### Pre-produzione
La pre-produzione del film è cominciata infine nell'agosto 1992, dopo una lunga pausa che Stone ha passato in famiglia, per riprendersi dalle controversie scatenate da JFK - Un caso ancora aperto, che lo avevano avvilito. Al riguardo, ha dichiarato che la produzione è stata un'esperienza terapeutica per lui, avendolo «allontanato dal paese [...] proprio quando l'indignazione su JFK stava cominciando a montare a livelli parossistici [...] Sarei potuto affogare nel risentimento se non avessi continuato a far altro che difendermi, difendermi e difendermi».
La difficoltà principale affrontata in fase di sceneggiatura è stata l'adattare la natura incompleta del libro, che finiva con l'abbandono del Vietnam da parte di Lệ Lý, che ha quindi fornito al regista il manoscritto di Figlia della guerra, donna di pace, in cui raccontava ciò che le era accaduto dopo. Per creare il personaggio di Steve Butler, ha combinato i due mariti americani di Hayslip e un'altra figura maschile vietnamita che era stata importante nella vita di lei. Per Stone è stata la prima sceneggiatura scritta "in solitario" da Platoon, nonché il suo primo film con una protagonista femminile. Quest'ultimo aspetto l'ha spinto a dedicare il film a sua madre Jacqueline, così come aveva dedicato Wall Street a suo padre: «mia madre ha sempre voluto che facessi un film alla Via col vento [...] Questo è il massimo che ho saputo fare per ora».
Il budget del film, 33 milioni di dollari, era il più alto nella carriera del regista fino ad allora. La Warner Bros. ha accettato la cifra nonostante avesse dei dubbi sul progetto perché convinta del successo di JFK.

#### Casting
Il processo di casting è cominciato nel dicembre 1991, ben prima dell'inizio della produzione. Per trovare l'attrice adatta per Lệ Lý sono state tenute audizioni pubbliche a San Francisco, Houston, Dallas, New Orleans, Washington, Vancouver, Hong Kong e Bangkok in cui sono state provinate circa 16.000 ragazze vietnamite. Alla fine la scelta è ricaduta sulla ventenne Lê Thị Hiệp di Oakland, ma originaria della stessa zona di Lệ Lý, che aveva accompagnato per divertimento un'amica e la sorella all'audizione. Secondo Stone: «i nostri [la direttrice di casting Risa Bramon Garcia] [...] hanno pensato fosse magnetica e l'hanno mandata in aereo a Los Angeles. Ho subito pensato che avesse del carisma. Abbiamo girato delle prove su videotape con gli altri attori [...] e poi abbiamo girato su pellicola. Abbiamo provato con lei per circa cinque mesi, ininterrottamente, e ha avuto la parte. Non l'ho mandata a nessuna scuola di recitazione. Non lo sentivo necessario; lei era naturale».
Stone ha insistito affinché il ruolo di Steve andasse a Tommy Lee Jones, trovando che sembrasse «veramente un soldato [...] Poi volevo qualcuno di veramente grosso, che spiccasse davanti ai 149 cm di lei. In alcune scene la sua faccia sembra due volte tanto [quella di Lê]... Pensavo creasse una certa chimica tra di loro», mentre la Warner spingeva invece per una star di maggior richiamo; nel giro di un anno, Jones era diventato comunque ben più famoso grazie ai suoi ruoli in Trappola in alto mare e Il fuggitivo. L'attore ha accettato di buon grado la parte, avendo già collaborato col regista in JFK.
Joan Chen, che quattro anni prima aveva cercato di opzionare i diritti del libro per interpretare lei stessa la protagonista, è stata scelta per il ruolo di sua madre. In preparazione per la parte, Chen si è dovuta annerire i denti e, assieme ad altri membri del cast, ha lavorato per due mesi in una risaia vietnamita.

### Riprese
Le riprese sono cominciate nell'ottobre 1992.
Originariamente Stone avrebbe voluto girare in Vietnam, ma tutti i permessi richiesti dal governo avrebbero reso proibitive le riprese, spingendolo quindi a considerare la Thailandia come location. Ky La è stato ricreato dallo scenografo Victor Kempster e dall'art director Alan Tomkins a Phang Nga, località thailandese scelta per via delle colline calcaree che ricordavano quelle presenti nel vero villaggio. La produzione ha poi irrigato e piantato attorno 150 acri di risaie. Nonostante si fosse cercato di posticipare il più possibile l'inizio delle riprese per evitare la stagione dei monsoni, durante le prime due settimane il set è stato afflitto da piogge torrenziali che l'hanno danneggiato e costretto in ospedale membri della troupe. Visitando il set, Hayslip si è dichiarata impressionata da quanto la ricostruzione del villaggio fosse fedele ai suoi ricordi di bambina. L'ultima scena ad esservi girata è stata quella dello stupro, per le cui inquadrature di nudo Lê ha indossato dei seni prostetici. L'attrice l'ha definita «la scena più dura per me dal punto di vista emotivo» e traumatica; Stone ha sostenuto che «i personaggi cambiano man mano che il film va avanti. Lệ Lý veniva stuprata presto, quindi anche Hiệp doveva esserlo. Sarebbe stato duro indipendentemente da quando l'avremmo fatto, quindi era meglio togliersi subito il pensiero. Ne abbiamo parlato molto [...] e ha capito».
Le riprese si sono poi spostate sull'isola di Phuket, che è servita da location per le scene più urbane ambientate a Saigon e Đà Nẵng. Mentre vi girava il film, Stone ha ricevuto per lettera la richiesta di divorzio di Elizabeth a causa della propria infedeltà coniugale. Nel tentativo di risolvere la situazione, ha fatto venire la moglie insieme al figlio Sean in Thailandia, finendo per far fare a quest'ultimo un piccolo cammeo nel ruolo di un bambino trascinato per strada da un prete a Saigon. Le riprese a Phuket sono terminate il 6 dicembre, trasferendosi quindi a Bangkok, dove sono state girate altre scene ambientate in città, tra cui quelle durante la caduta di Saigon. La massiccia presenza di veicoli militari di domenica e la chiusura dei palazzi nella zona durante le riprese della scena ha fatto credere a molti abitanti che fosse in corso un colpo di Stato; la stampa americana ha intitolato Oliver Stone Stages Coup d'Etat in Bangkok. La scena in cui dei marine, nel caos dell'evacuazione, catturano una tigre è stata improvvisata da Stone in fase di location scouting. Le riprese a Bangkok sono durate una settimana, dopo la quale sono stati girati degli ultimi ritocchi al villaggio prima che cast e troupe tornassero negli Stati Uniti. Contemporaneamente alle riprese in Thailandia, un gruppo di documentaristi inviati da Stone ha girato del materiale in Vietnam principalmente per le scene di esterni.
La parte finale delle riprese è cominciata il 6 gennaio 1993 a Los Angeles, per le scene ambientate a San Diego, concludendosi il mese stesso. Nella scena in cui il suo personaggio doveva schiaffeggiare quello di Jones, Lê è stata incoraggiata da quest'ultimo a colpirlo veramente per tutti i ciak che sarebbero serviti. Lê gli ha attribuito il merito di esserle stato da mentore sul set e anche Stone ha osservato come recitasse meglio insieme a lui.

### Post-produzione
Stone ha cominciato a montare il film col suo collaboratore abituale David Brenner, che ritrovava dopo la momentanea assenza in JFK, già dall'inizio delle riprese in Thailandia, allestendo una cabina di montaggio nell'hotel in cui alloggiavano.

## Colonna sonora
La colonna sonora del film è stata composta dal musicista giapponese new age Kitarō. Con come unica richiesta da parte di Stone l'evitare che essa assomigliasse al «solito sound dei film di Hollywood», Kitarō ne ha scritto il tema principale, Heaven And Earth, nel suo studio in Colorado, contemporaneamente all'inizio delle riprese. In tutto, ha lavorato alle musiche un anno e mezzo, recandosi anche sul set in Thailandia.
Secondo il Los Angeles Times, la colonna sonora, pur presentando elementi tipici delle opere del compositore come «percussioni esotiche, gong e flauti in contrasto con sezioni di sintetizzatore e timbri orchestrali–possiede anche una profonda ricchezza emotiva, di cui buona parte associabile alle melodie piangenti degli huqin, ai motivi folk vietnamiti e agli impasti vocali cantilenanti. A momenti quasi Mahleriana [...] sprigiona energia quando i tonanti tamburi taiko vengono portati in primo piano».

### Tracce
Musiche di Kitarō; edizioni musicali Geffen Records.
1. Heaven And Earth (Land Theme) – 7:38
2. Sau Dau Tree – 3:37
3. Ahn & Le Ly Love Theme – 4:55
4. Saigon Reunion – 5:48
5. ARVN – 3:41
6. Sau Nightmare – 0:58
7. V.C. Bonfire – 0:47
8. Trong Com – 0:43
9. Ahn's House: Entrance/ Please Come Visit My Village of Hoa Qui – 6:26
10. Destiny – 1:13
11. Last Phone Call – 1:40
12. A Child Without A Father – 2:40
13. Village Attack/The Arrest – 1:21
14. Walk To The Village – 2:59
15. Steve's Ghosts – 1:31
16. Return To Vietnam – 2:04
17. Heaven And Earth (End Title) – 10:27

## Distribuzione
Tra cielo e terra è stato distribuito nelle sale cinematografiche statunitensi da Warner Bros. a partire dal 25 dicembre 1993, ampliandosi poi da 63 a 781 cinema il 7 gennaio 1994. In Italia è stato distribuito dal 4 febbraio 1994.

### Divieti
Negli Stati Uniti, la MPAA ha vietato la visione del film ai minori di 17 anni non accompagnati per la presenza di «violenza, linguaggio scurrile e nudità».

## Accoglienza

### Incassi
Il film è stato un flop al botteghino, incassando 5,9 milioni di dollari negli Stati Uniti a fronte di un budget di 33 milioni. Nonostante i buoni punteggi nei sondaggi del pubblico tra chi l'aveva visto, ha registrato pochi spettatori ed è stato ritirato presto dalla circolazione.

### Critica
Già prima della sua uscita, la stampa di settore statunitense l'ha bollato come «l'ennesimo film sul Vietnam» da parte del regista. Altre critiche preventive erano state rivolte al fatto che il film avesse una protagonista femminile, visto come una mossa fatta da parte sua per smarcarsi dalle critiche alla prospettiva esclusivamente maschile dei suoi film precedenti. Stone ha dichiarato a proposito di aver «scelto Le Ly perché [il suo] è un personaggio affascinante [...] Il punto non è che sia uomo o donna; è noioso e semplificatorio».
All'uscita, il film è stato stroncato dalla maggior parte della critica statunitense, che in molti casi «sembrava più interessata ad attaccare Stone» direttamente o mettere in discussione «la totalità della sua carriera». Il New Yorker, ad esempio, ha scritto che cercava di «commuoverci di nuovo sul dramma del Vietnam e, incredibilmente, ci riesce. Prima i vietnamiti hanno avuto il dominio coloniale, poi hanno avuto i Vietcong, poi il napalm e ora Oliver Stone cerca di essere carino con loro. Questi poveretti non hanno sofferto abbastanza?». Per il biografo del regista James Riordan, ciò era dovuto al fatto che «forse si era spinto troppo in là nel difendere JFK e si era fatto troppi nemici [...] non si può non immaginare come sarebbe stato percepito Tra cielo e terra se fosse stato fatto da qualcun altro».
Desson Howe del Washington Post ha definito la sceneggiatura «scricchiolante», lamentando la mancanza di un suo «fulcro tematico». James Berardinelli ha scritto che al film «manca molta della forza narrativa» presente negli altri film di Stone sulla guerra del Vietnam, in particolare dal momento in cui il personaggio di Tommy Lee Jones entra in scena; ne ha criticato inoltre l'«uso esagerato» di flashback e narrazioni fuori campo. L'interpretazione dell'esordiente Lê Thị Hiệp è stata accolta più calorosamente, seppur in modo non unanime: Roger Ebert l'ha definita «straordinaria», Kenneth Turan del Los Angeles Times «molto capace pur non essendo professionista», Janet Maslin del New York Times ne ha lodato la «notevole confidenza» ed Howe la «presenza [scenica] autentica». Di contro, Berardinelli l'ha definita «adeguata, ma non senz'infamia», sostenendo che le scene più emotive del film ne rivelassero «i limiti [...] attoriali».
Nonostante l'accoglienza, Stone ha dichiarato nel 2017 che il film «continua a piacermi, è uno dei miei preferiti».

## Riconoscimenti
- 1994 - Golden Globe[37]
  - Migliore colonna sonora originale a Kitarō